# Segelfluggelände Vinsebeck-Frankenberg

i7
i11
i13
Das Segelfluggelände Vinsebeck-Frankenberg liegt im Stadtbezirk Vinsebeck der Stadt Steinheim im Kreis Höxter in Nordrhein-Westfalen.

## Flugbetrieb
Das Segelfluggelände ist mit einer etwa 1000 m langen und 30 m breiten Start- und Landebahn aus Gras (Richtung 18/36) ausgestattet. Es besitzt eine Betriebszulassung für Segelflugzeuge mit der Startart Windenstart. Der Halter und Betreiber des Segelfluggeländes ist der Luftsportverein Egge e. V. Das Segelfluggelände wurde 1962 in Betrieb genommen.